# 100 ecuatorianos dicen
100 ecuatorianos dicen es un programa concurso ecuatoriano, adaptación del programa original estadounidense Family Feud, producido por FremantleMedia, creado por Mark Goodson. Está conducido por el presentador Ronald Farina y emitido por la cadena Teleamazonas.
Es la segunda adaptación local del programa, en 2004 la extinta cadena televisiva ecuatoriana Canal Uno transmitió su primera adaptación, cuyo nombre fue 100 ecuatorianos dijeron, con Gustavo Navarro como su presentador. El programa duró 1 año al aire.

## Formato
Se enfrentan en cada capítulo, 2 grupos de 4 personas (amigos, familiares, etc.), con el objetivo de responder de forma acertada a las preguntas más populares de varias temáticas ecuatorianas, que se les han hecho previamente a 100 ecuatorianos, adicionalmente se han añadido nuevos juegos, en los cuales los equipos podrán participar para acumular más puntos. Quien acumule la mayor cantidad de puntos, pasará a una ronda final, para ir a por el premio mayor del programa, además de tener la oportunidad de volver a competir el siguiente programa, con un nuevo equipo.
El juego está dividido en 2 Fases:

### Fase de rondas
En esta fase, los equipos se enfrentan entre sí, a lo largo de 3 rondas: Ronda Simple, Ronda Doble y Ronda Triple. Desde el 14 de abril de 2025, durante su segunda temporada, se incorporaron nuevos segmentos al programa. Ahora, los participantes ya no jugarán por un acumulado total de $2.200, sino que podrán ganar hasta $10.000. Además el equipo ganador tendrá la oportunidad de jugar hasta cinco dias seguidos. Durante las tres rondas, los participantes competirán en cada una de estas dinámicas, las cuáles son seleccionadas al azar mediante una ruleta mostrada en el tablero (pantalla) principal del programa. Por otro lado la Ronda Yapa, aún está disponible a lo largo de estas 3 rondas, y entrega 100 puntos extras al equipo que conteste bien a 1 pregunta siendo esta la más popular, participa el equipo que acertó a la respuesta en donde se encontraba la Yapa en cualquiera de las 3 rondas, esta ronda extra es opcional, aquel equipo que no acierte a la respuesta, el turno pasará el siguiente equipo, de la misma manera de no acertar, nadie se lleva la puntuación extra.

### Nuevos Segmentos
Los nuevos segmentos añadidos al programa son:

#### Acomódalas
En este juego, el presentador mostrará en pantalla la pregunta y las respuestas, en forma desordenada, el objetivo de los participantes es acomodarlas de la menos popular a la más popular, el equipo que ordene de forma correcta, será el ganador.

#### Pura Boca
Juago similar al teléfono descompuesto. En este juego cada participante usará audífonos con música, el capitán del equipo recibirá la frase y la pasará a sus compañeros, si todos copian correctamente dicha frase, obtendrán 100 puntos extra, equivalente a $100, para ello dispondrán de 60 segundos

#### Arma la pregunta
En este juego, el presentador mostrará las respuestas en el tablero y los equipos deberán formular la pregunta basados en una sopa de letras previamente mostrada. Dispondrán de un tiempo de 60 segundos, quien logre formular la pregunta, deberá correr al atril y detendrá el cronómetro.

#### ¡Esa es!
En este juego, los equipos pondrán a prueba sus conocimientos musicales, puesto que deberán adivinar el nombre de seis canciones, para ello contarán con tres pistas: texto, imagen o audio, sin embargo, cada una de estas pistas tendrán un "costo", el cual, se descontará de los puntos acumulados de cada grupo.
Al final, el objetivo de cada grupo es acumular la mayor cantidad de puntos a lo largo de las rondas y los juegos, para pasar a la fase de Dinero rápido.

### Dinero rápido
En esta última fase, el equipo ganador de la anterior, tendrá la posibilidad de llevarse el premio mayor de $1500, aquí el líder del equipo, deberá de elegir a 2 de sus integrantes, para que respondan a 5 preguntas más populares hechas a 100 ecuatorianos.
El líder deberá decidir quién empieza, posteriormente, la primera persona que empieza tendrá un tiempo estimado de 20 segundos, para tratar de adivinar las 5 respuestas más populares. Una vez finalizado, pasará la segunda persona (previamente aislada en un "cuarto musical", para evitar que escuche las respuestas), esta a diferencia de la primera, tendrá un tiempo estimado de 25 segundos, para responder a las mismas preguntas.
Si entre los integrantes, logran acumular 200 o más puntos, se llevarán $1500 más el acumulado de la primera fase, de no ser así, se llevarían solo el acumulado de la primera fase. En cualquiera de los casos, el equipo podrá decidir si continúa participando en el programa al siguiente día, y así enfrentarse a un nuevo equipo con la posibilidad de seguir acumulando dinero, hasta un máximo de 5 participaciones seguidas.